# 아마기 철도
아마기 철도 주식회사(일본어: 甘木鉄道 株式会社)는 일본 후쿠오카현의 철도 기업이다.
일본국유철도 아마기 선을 계승하기 위하여 1985년에 제3 섹터 방식으로 설립되었다.

## 역사
- 1985년 7월 11일: 설립.
- 1986년 4월 1일: 일본국철 아마기 선을 계승, 영업 개시.

## 보유 노선
- 아마기 선: 기야마 ~ 아마기, 13.7 km

## 보유 차량
- AR300형 동차: 7량, 2001년 도입
- AR400형 동차: 1량, 2001년 도입

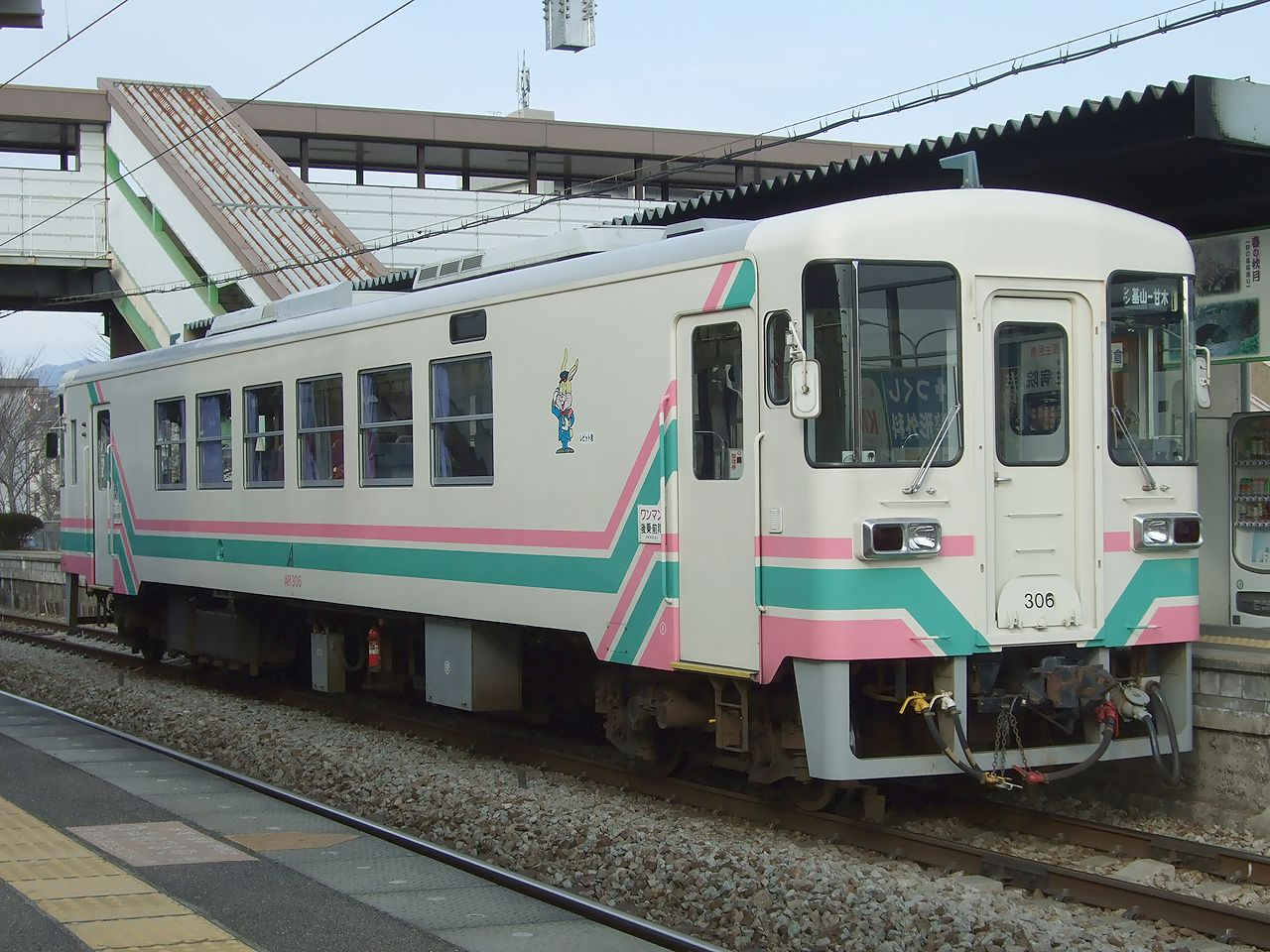
AR300형 동차(AR306)